# Simoncello
Il Simoncello è un'importante montagna dell'Appennino, posizionata sul confine tra l'Emilia-Romagna (comune di Pennabilli, in provincia di Rimini), la Toscana (comune di Sestino, in provincia di Arezzo) e le Marche (comune di Carpegna, in provincia di Pesaro-Urbino). 

## Descrizione
La cima della montagna ricade interamente in provincia di Pesaro e Urbino; è inoltre interamente incluso nel parco naturale regionale del Sasso Simone e Simoncello. Sebbene il nome sia un diminutivo del vicino Sasso Simone, il Simoncello è in realtà più alto; arriva infatti a toccare i 1.221 metri di altitudine contro i 1.204 del Sasso Simone. Il Simoncello costituisce un anello intermedio della catena montuosa che separa le valli dei fiumi Marecchia (a nord-ovest) e Foglia (a sud-est), catena che prosegue verso sud con il Sasso Simone e che più a nord include anche il monte Carpegna (1.415 m).
Dalle pendici del Simoncello nascono molti ruscelli affluenti sia del Marecchia, sia del Foglia.